# Tom Petty
Thomas Earl Petty (født 20. oktober 1950, død 2. oktober 2017) var en amerikansk musiker. Han var forsanger og guitarist i rockbandet Tom Petty and the Heartbreakers, der blev dannet i 1976. Han var også medlem af bandet Mudcrutch, og i slutningen af 1980'erne var han medlem af supergruppen Traveling Wilburys, og han havde også succes som solokunstner.
Petty havde mange hitplader. Hans hitsingler med the Heartbreakers inkluderer "American Girl" (1976), "Don't Do Me Like That" (1979), "Refugee" (1980), "The Waiting" (1981), "Don't Come Around Here No More" (1985) og "Learning to Fly" (1991). Pettys solohits inkluderer "I Won't Back Down" (1989), "Free Fallin'" (1989) og "You Don't Know How It Feels" (1994). Solo eller med the Heartbreakers har han haft hitablums fra 1970'erne og frem til 2010'erne og han har solgt mere end 80 millioner albums på verdensplan, hvilket gør ham til en af de bedst sælgende kunstnere nogensinde. Petty and the Heartbreakers blev indskrevet i Rock and Roll Hall of Fame i 2002.
Petty blev æret med MusiCares Person of the Year i februar 2017 for sine bidrag til musik og sin filantropi. Han havde også en mindre skuespilskarriere, hvis mest kendte rolle var stemmen til Elroy "Lucky" Kleinschmidt animationsserien King of the Hill fra 2004 til 2009.
Petty døde af en overdosis i en alder af 66 år, 18 dage før sin 67-års fødselsdag, og en uge efter the Heartbreakers' 40th Anniversary Tour i 2017. I december 2023, blev sangen "Love Is A Long Road" inkluderet i den første trailer til spillet Grand Theft Auto VI, som slog flere rekorder. Sangen så en stigning i "streams" med 8,000% efter traileren til GTA 6 kom ud.

## Diskografi

### Med the Heartbreakers
- Tom Petty and the Heartbreakers (1976)
- You're Gonna Get It! (1978)
- Damn the Torpedoes (1979)
- Hard Promises (1981)
- Long After Dark (1982)
- Southern Accents (1985)
- Let Me Up (I've Had Enough) (1987)
- Into the Great Wide Open (1991)
- Songs and Music from "She's the One" (1996)
- Echo (1999)
- The Last DJ (2002)
- Mojo (2010)
- Hypnotic Eye (2014)

### Med the Traveling Wilburys
- Traveling Wilburys Vol. 1 (1988)
- Traveling Wilburys Vol. 3 (1990)

### Solo
- Full Moon Fever (1989)
- Wildflowers (1994)
- Highway Companion (2006)

### Med Mudcrutch
- Mudcrutch (2008)
- 2 (2016)

### Posthumt
- An American Treasure (2018)
- The Best of Everything (2019)
- Wildflowers & All the Rest (2020)
- Finding Wildflowers: Alternate Versions (2021)
- Angel Dream (Songs and Music from the Motion Picture 'She's the One') (2021)

## Filmografi

### Film
| Film | Film                                                  | Film              | Film              |
| År   | Titel                                                 | Rolle             | Noter             |
| ---- | ----------------------------------------------------- | ----------------- | ----------------- |
| 1978 | FM                                                    | Sig selv          |                   |
| 1987 | Made in Heaven                                        | Stanky            |                   |
| 1996 | She's the One                                         | N/A               | Soundtrack        |
| 1997 | The Postman                                           | Bridge City Mayor |                   |
| 2007 | Tom Petty and the Heartbreakers: Runnin' Down a Dream | Sig selv          | Music Documentary |
| 2013 | Sound City                                            | Sig selv          | Music Documentary |
| 2018 | Elvis Presley: The Searcher                           | Sig selv          | Music Documentary |
| 2019 | Echo in the Canyon                                    | Sig selv          | Music Documentary |
| 2021 | Tom Petty: Somewhere You Feel Free                    | Sig selv          | Music Documentary |

### Tv
| Tv        | Tv                          | Tv                              | Tv |
| År        | Titel                       | Rolle                           | Noter |
| --------- | --------------------------- | ------------------------------- | --- |
| 1979–2010 | Saturday Night Live         | Sig selv (musikalsk gæst)       | 8 episoder — "Buck Henry/Tom Petty & The Heartbreakers" (1979) — "Howard Hesseman/Tom Petty & The Heartbreakers" (1983) — "Steve Martin/Tom Petty & the Heartbreakers" (1989) — "Kirstie Alley/Tom Petty & the Heartbreakers" (1992) — "John Turturro/Tom Petty & the Heartbreakers" (1994) — "Tom Hanks/Tom Petty & the Heartbreakers" (1996) — "John Goodman/Tom Petty & The Heartbreakers" (1999) — "Alec Baldwin/Tom Petty & the Heartbreakers" (2010) |
| 1987–89   | It's Garry Shandling's Show | Sig selv                        | 4 episodes — "It's Gary Shandling's Christmas Show" (1987) — "No Baby, No Show" (1987) — "Vegas: Part 1" (1989) — "Vegas: Part 2" (1989) |
| 1989      | Biography                   | Sig selv (interviewee)          | Episode: "Johnny Cash: The Man in Black" |
| 1994      | Tom Petty: Going Home       | Sig selv                        | TV documentary |
| 1998      | The Larry Sanders Show      | Sig selv                        | Episode: "Flip" |
| 1999      | Behind the Music            | Sig selv                        | Episode: "Tom Petty & the Heartbreakers" |
| 2002      | The Simpsons                | Sig selv(voice role)            | Episode: "How I Spent My Strummer Vacation" |
| 2004–09   | King of the Hill            | Lucky / Mud Dobber (voice role) | recurring role (28 episodes) |
| 2008      | Super Bowl XLII             | Sig selv                        | Halftime show Credited as Tom Petty and the Heartbreakers |